# 孕婦攝影

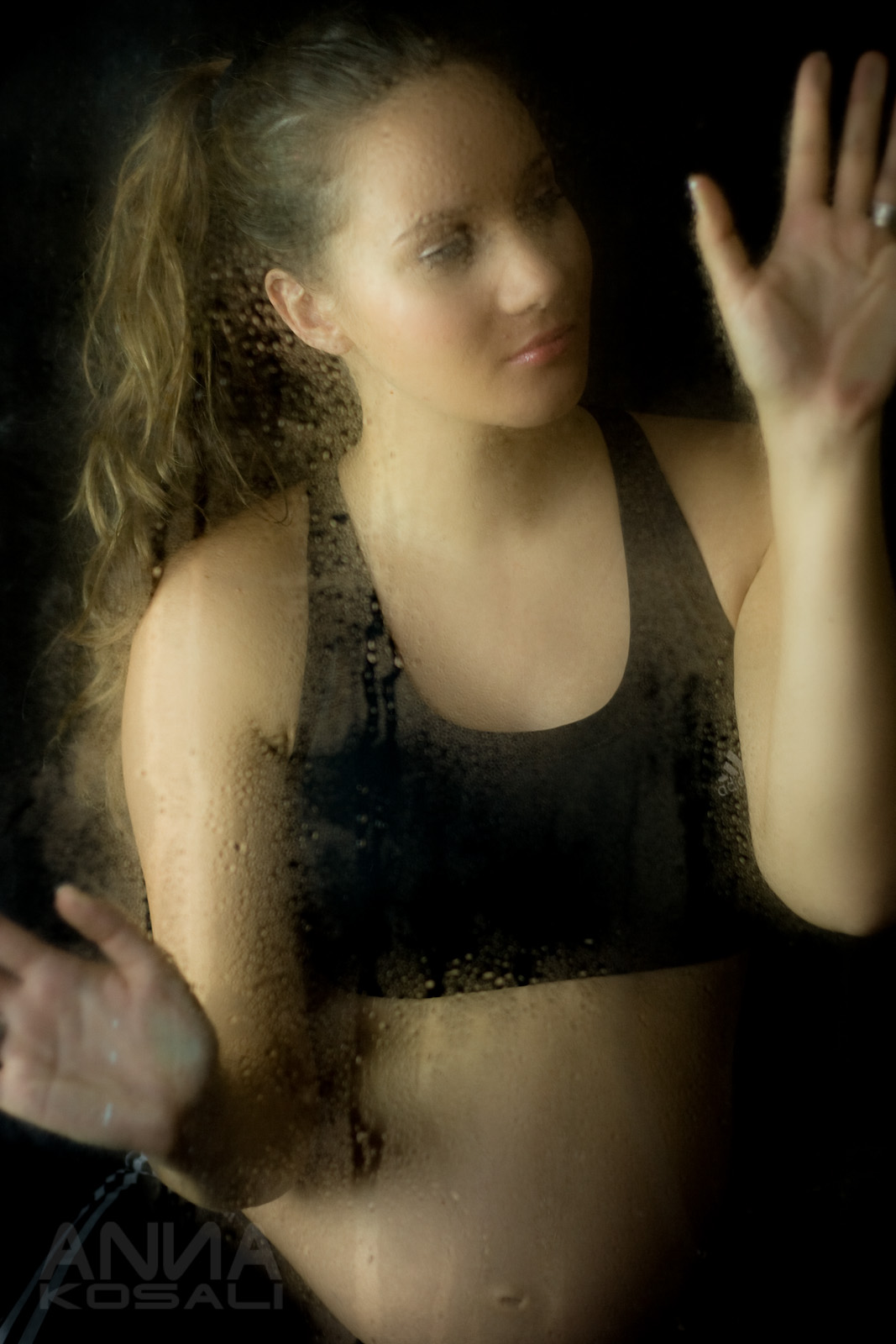
土耳其俄裔藝術攝影師Anna Kosali 在懷孕時的自拍照。

孕婦攝影，亦作懷孕攝影，是一門新興的人像攝影藝術，主要有兩個目的，一是透過攝影手法表達出孕婦的美感；再者透過連續的攝影來表達孕婦在懷孕期的身體變化，從而彰顯生命的奧妙和美麗。
孕婦攝影在過往攝影器材未普及時，只有攝影發燒友才有機會體會。隨着數碼攝影器材的大幅降價、社交網路的普及，令到業餘的孕婦攝影在各個社交網站湧現。為求得到更完美的效果，有些人亦願意僱用專業攝影師來為孕婦拍照。

## 禁忌
一直以來，基於社會上各種有關孕婦照相的禁忌傳說，孕婦攝影並不普遍。然而，自從美國女影星黛米·摩爾為《名利場》雜誌（Vanity Fair）的於1991年8月號拍攝封面，她手捧着懷有7個月身孕的肚皮加上手狀胸罩的裸照，引發社會上的爭議。在華人社會，懷孕的朱茵與黃貫中的合照也有相似的震撼效果。這都引發了民眾反思孕婦攝影的態度，亦令孕婦攝影從過往較為私人走到現時的商業攝影範疇。不少孕婦或其丈夫都希望其他人欣賞到孕婦懷孕時的美態。

## 後期製作

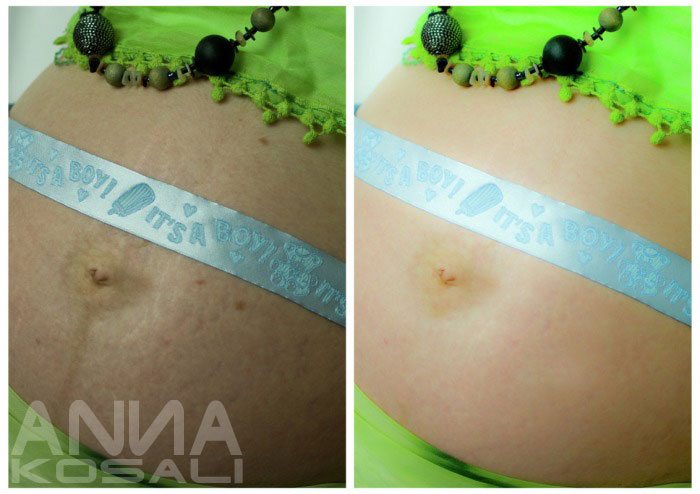
Anna Kosali 的肚皮照在經過修整後美觀得多。

由於數碼攝影技術的進步，攝影師通常都會在拍攝後對照片進行修補，例如：去除肚皮上不雅的紋理或斑點等。色彩的運用，例如：把相片變成黑白或懷舊的色調，以達至預期的效果，都可令照片更吸引。

## 拍攝時期
除非是要拍攝孕婦的腹部轉變的過程，否則七個月到八個月是孕婦拍攝的最佳時期。若然孕婦懷的是雙胞胎，這個時期應提早一個月。太早拍攝的話，肚皮的隆起並不明顯，未必能達至預期效果；太晚拍攝的話，恐防對孕婦及胎兒造成影響，亦不適宜。

## 場所
一般藝術攝影和人像攝影都會要求客人前往工作室拍照，但對於孕婦來講，為了其私穩和個人安全，若場地許可的話，攝影師都會願意前往孕婦的居所拍攝。對於懷孕後期（27周至40周）的孕婦來說，在家拍攝有以下的好處：
- 孕婦的體重會令膝蓋和腰部疼痛，對其心情亦有影響，不宜太頻繁的走動；
- 由於胎兒壓着膀胱和直腸，孕婦的便意會較一般人頻密，在家拍攝會比較方便。

## 商業贊助
目前有不少嬰兒用品生產商或配方奶粉生產商，透過社交網站鼓勵孕婦到其頁面上載懷孕照片。這些活動都成為了商人吸納未來客戶的好機會。

## 圖庫

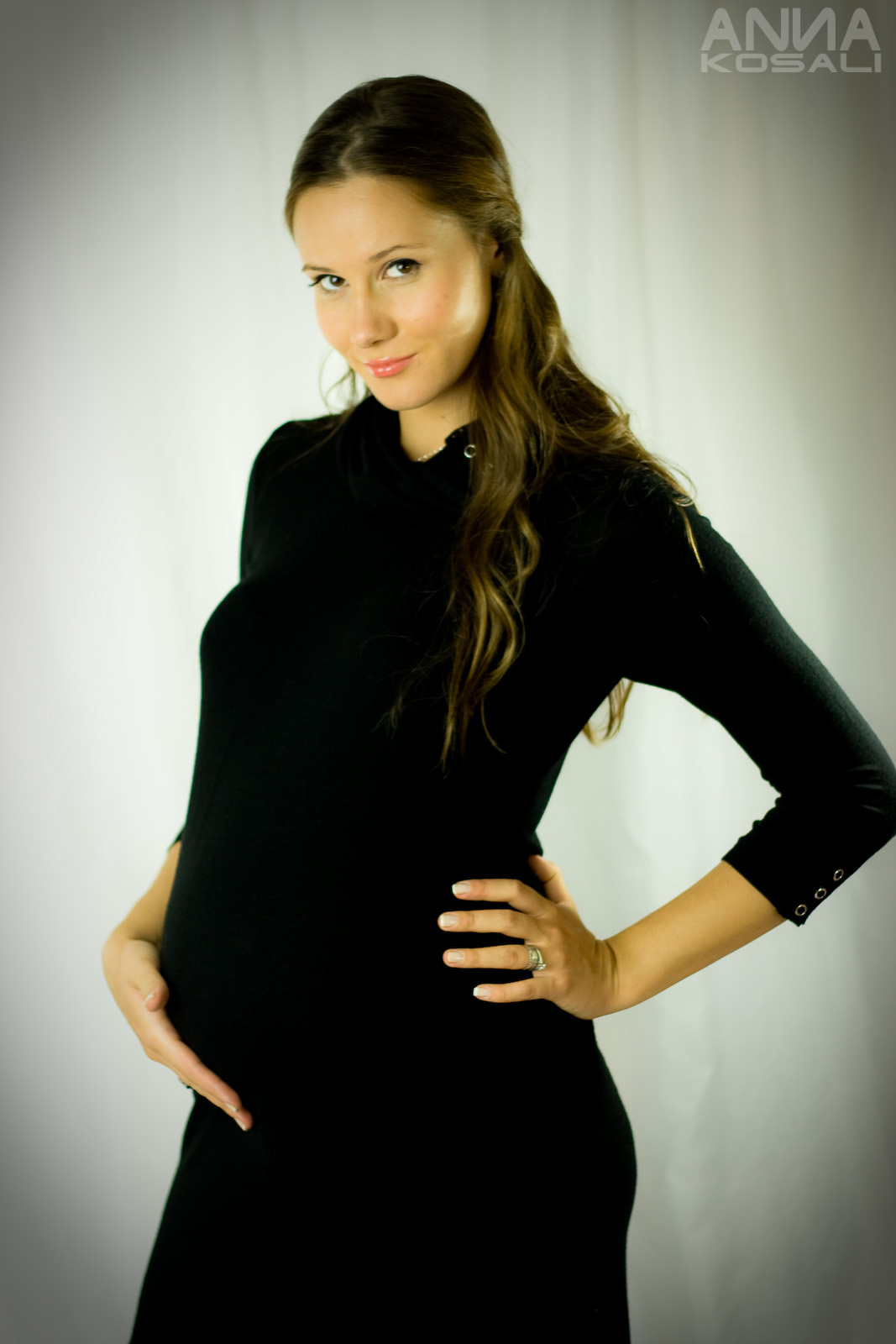
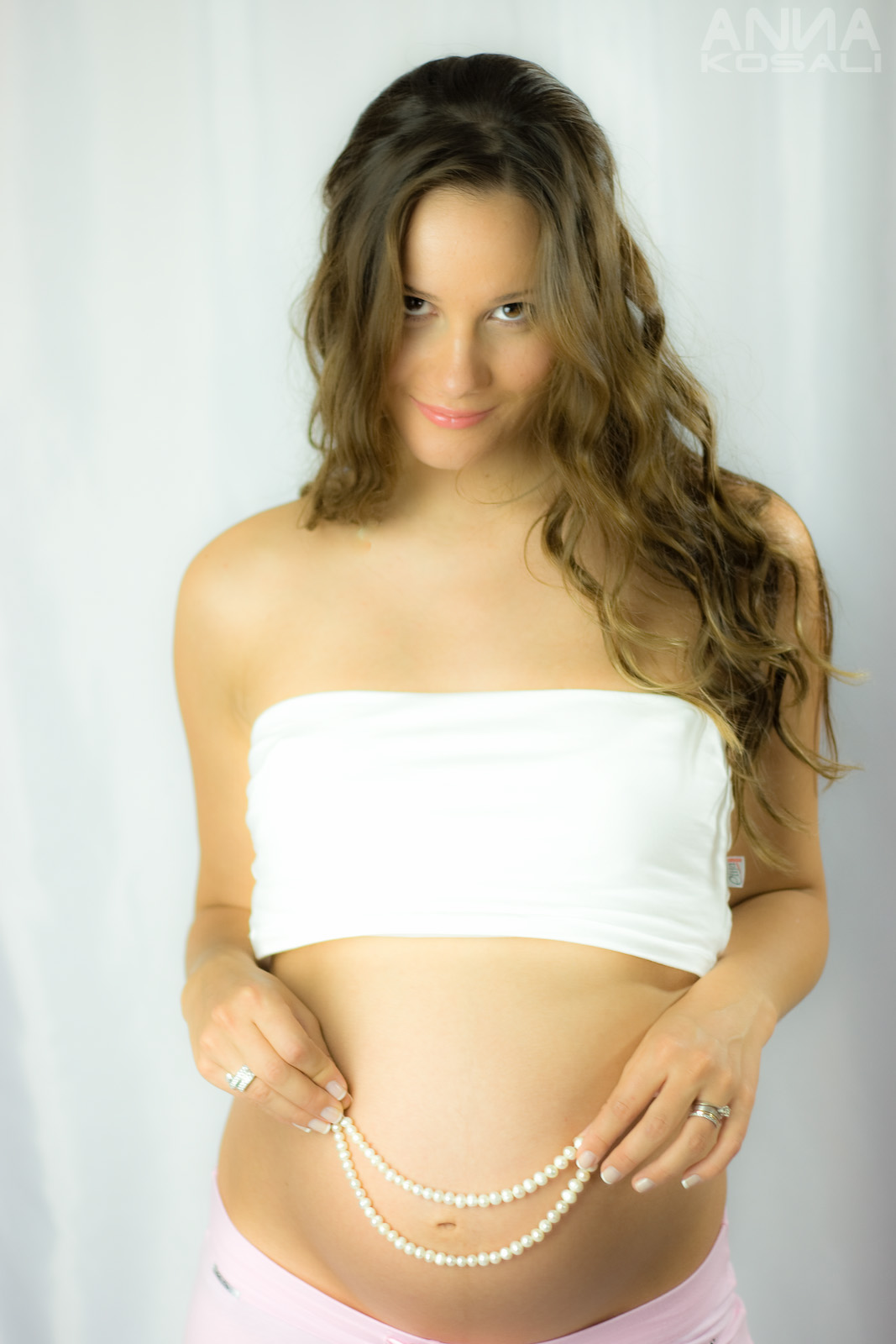
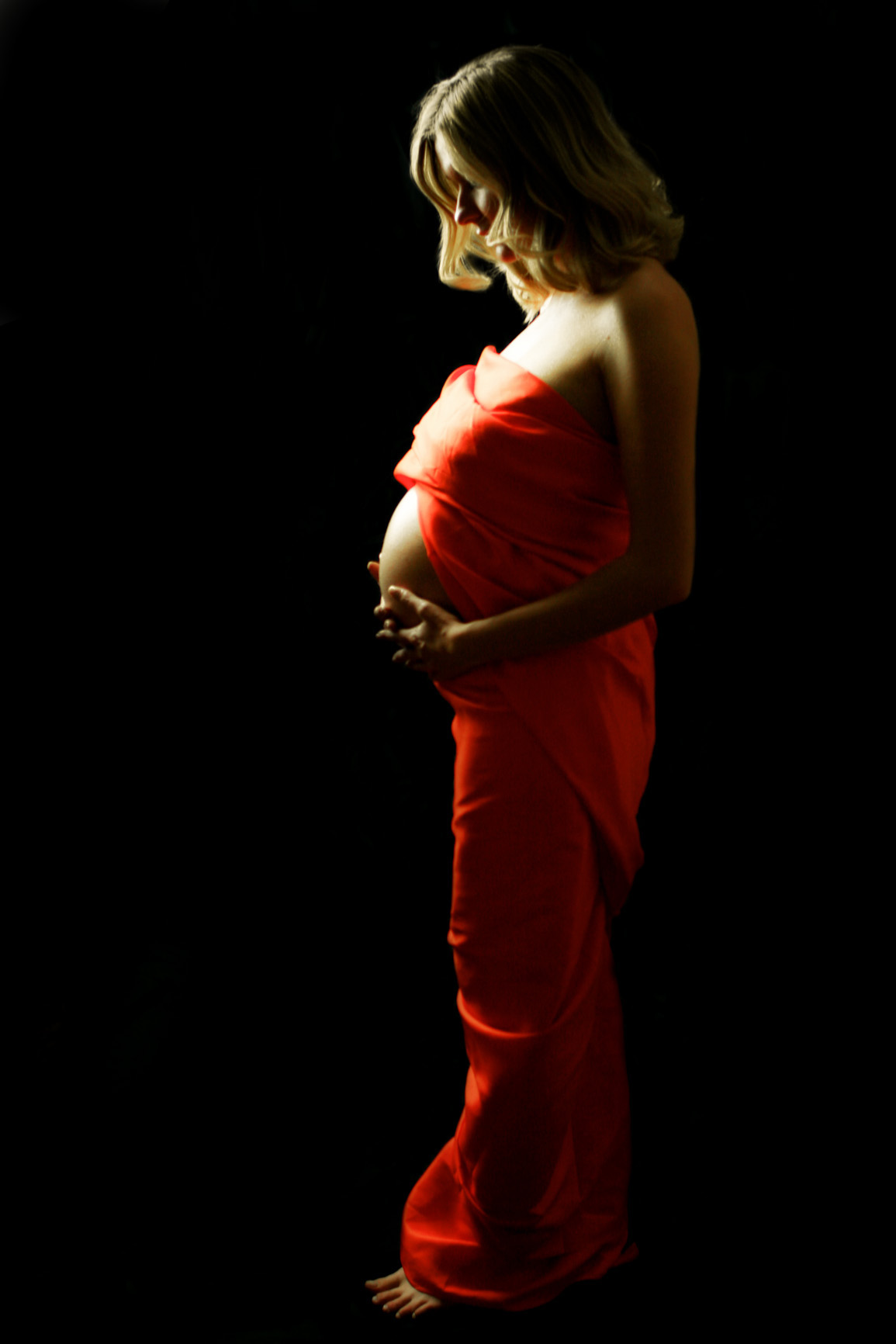
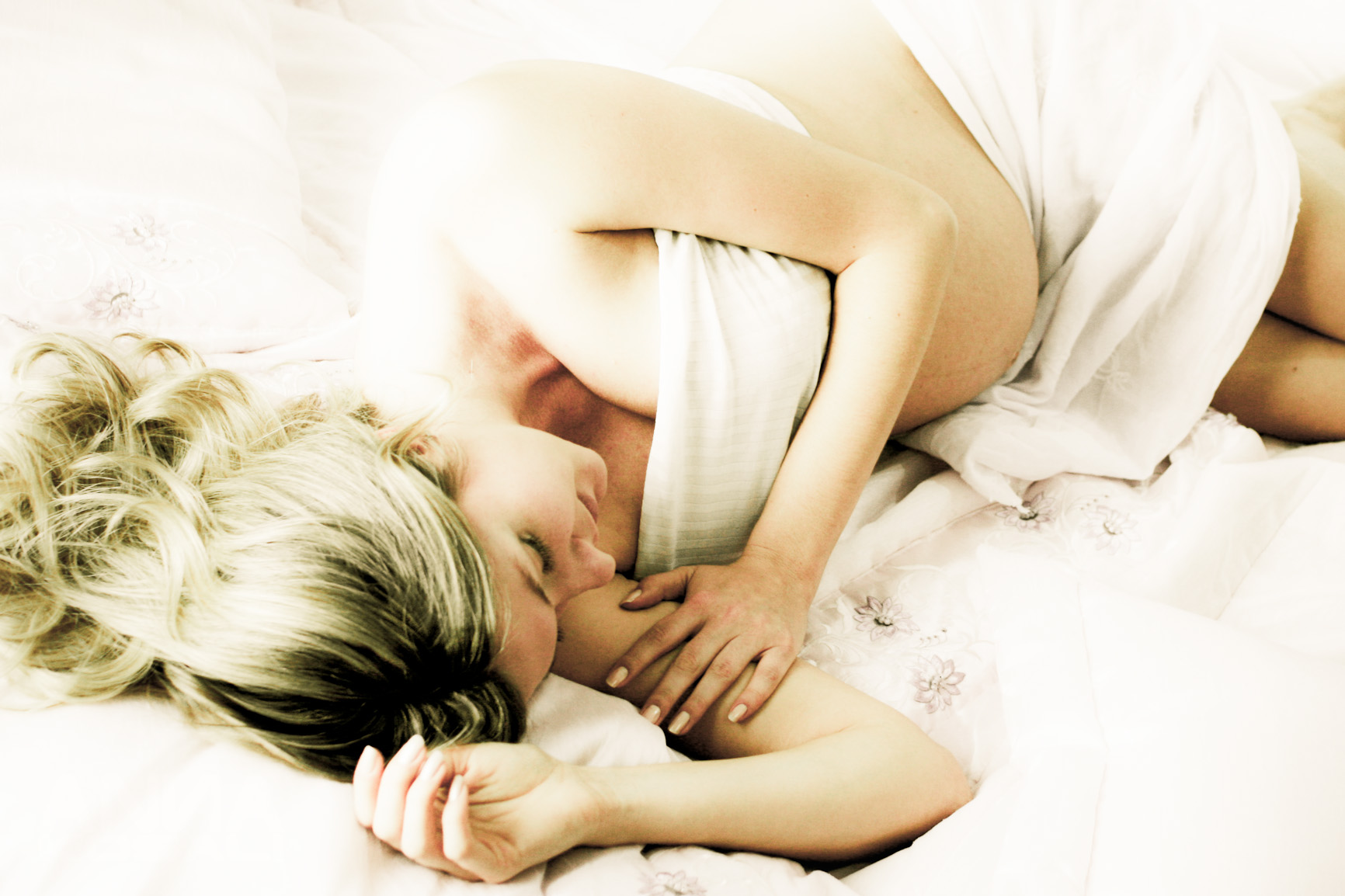
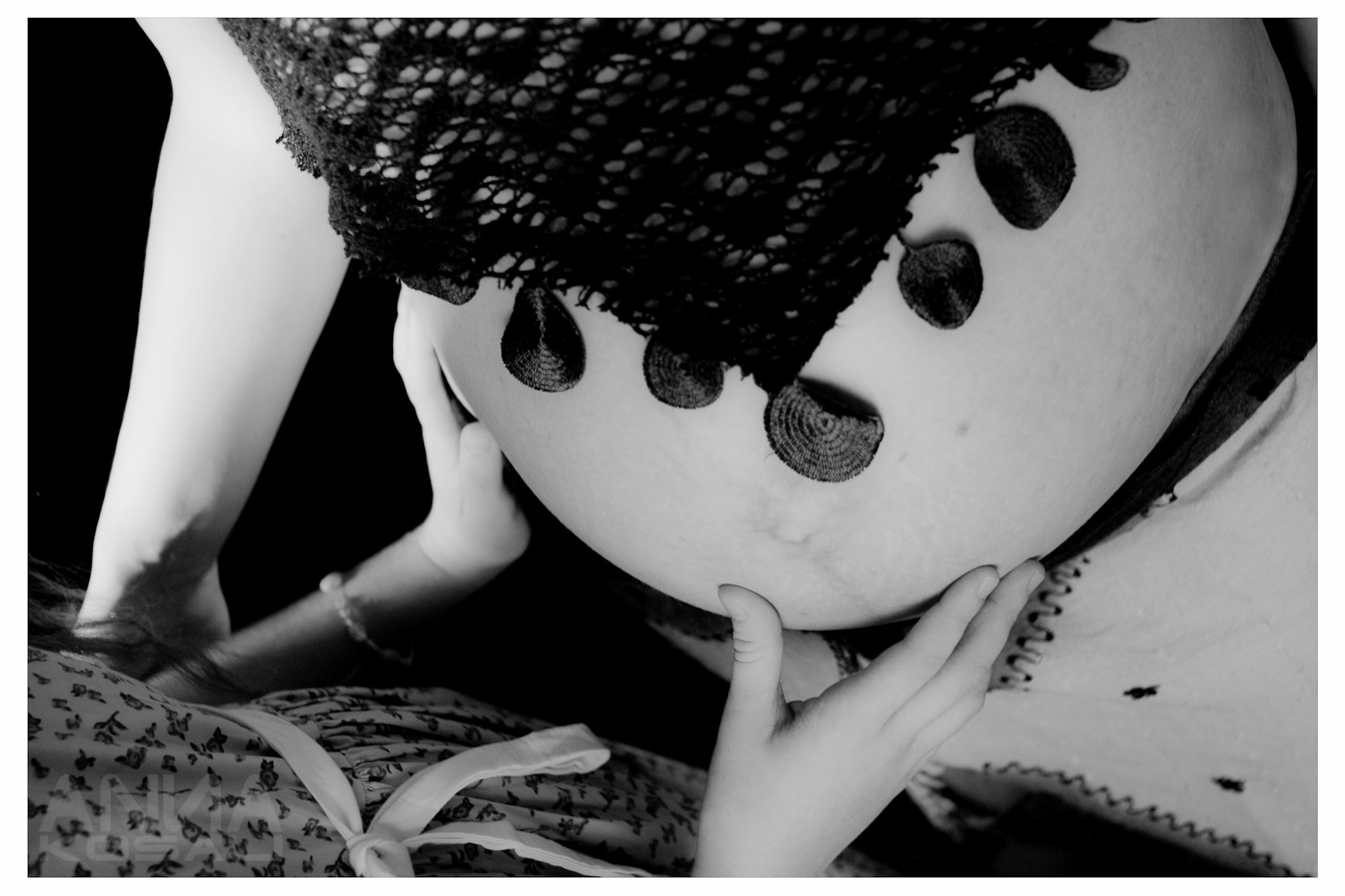
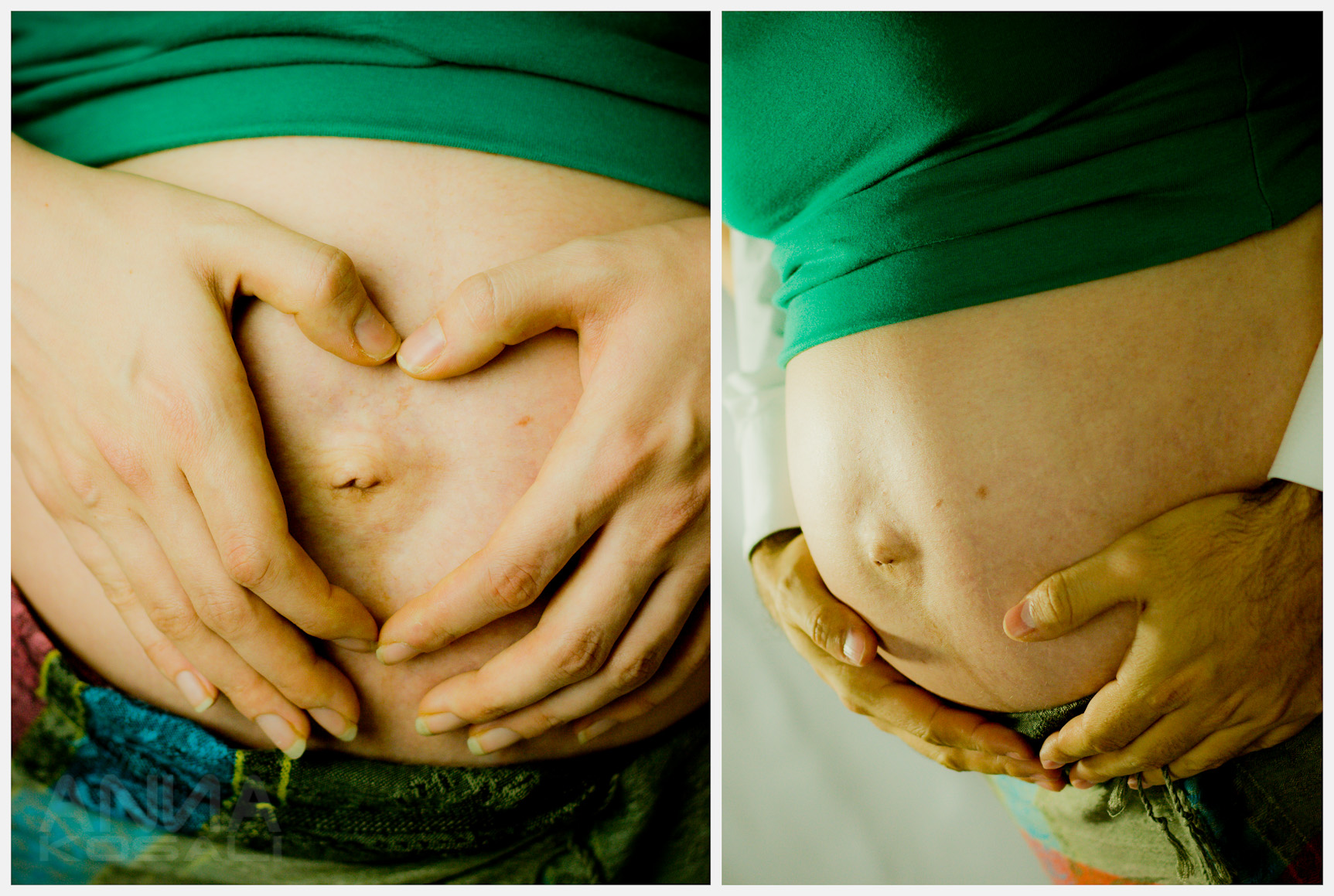
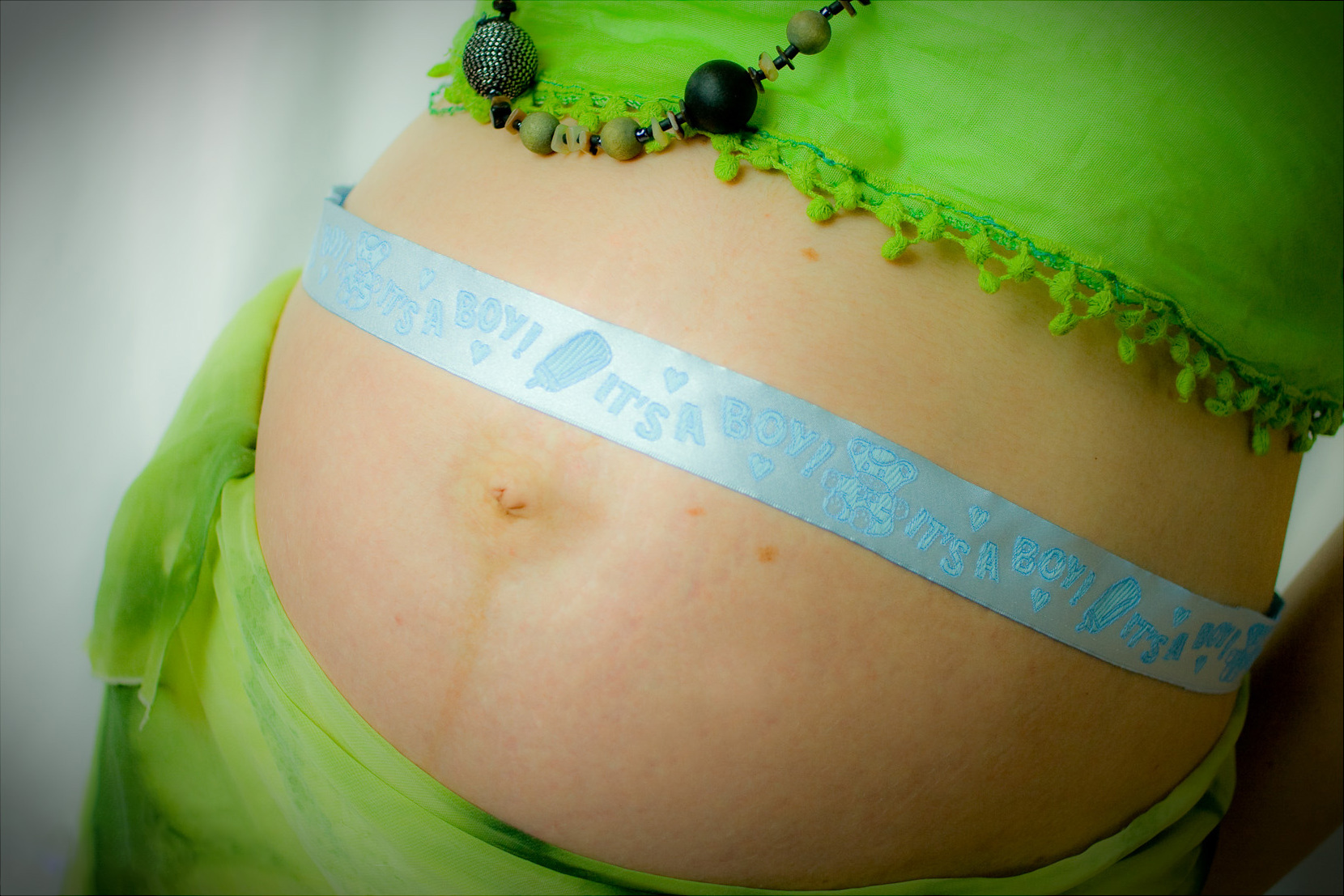

## 參看
- 網拍模特兒
- 影樓
- 攝影Magic hour